# Love Don’t You Go Through No Changes on Me
A Love Don't You Go Through No Changes On Me című dal az amerikai Sister Sledge diszkó csapat első kimásolt kislemeze az 1975-ben megjelent Circle Of Love című debütáló albumról. A dal az amerikai Billboard Hot 100-as listájára, valamint a Billboard R&B Hip-Hop dalok listájára is felkerült. A csapat alakulása óta ez volt az első dal, mely előkelő helyezést ért el slágerlistán. Korábban az 1973-ban megjelent Mama Never Told Me című kislemez volt helyezett az Egyesült Királyságban.

## Számlista
7" kislemez
 Németország (Atlantic ATL 10551) 

 Egyesült Királyság (Atlantic K 10551)
1. "Love Don't You Go Through No Changes On Me" - 3:24
2. "Don't You Miss Him" - 3:15

7" kislemez - promo
 Egyesült Államok (Atco Records 45-7008)
1. "Love Don't You Go Through No Changes On Me" (stereo) - 3:24
2. "Love Don't You Go Through No Changes On Me" (mono) - 3:24

## Slágerlistás helyezések
| Slágerlista (1974)                                 | Legmagasabb helyezés |
| -------------------------------------------------- | -------------------- |
| Egyesült Államok · Billboard Hot 100               | 92                   |
| Egyesült Államok · Billboard Top R&B/Hip-Hop Songs | 31                   |
| Egyesült Államok · Billboard Hot Dance Club Songs  | 5                    |

## Külső hivatkozások
- Hallgasd meg a daltSoul Train - élő felvétel[5]
- Dalszöveg[6]
- A dal az Allmusic.com oldalon[7]